# Ohanes
Ohanes község Spanyolországban, Almería tartományban. Lakosainak száma 547 fő (2024).

## Földrajza
Ohanes Canjáyar, Beires, Abrucena, Abla és Las Tres Villas községekkel határos.

## Népesség
A település lakosságának változását az alábbi diagram mutatja:
| Lakosok száma | 749  | 822  | 765  | 776  | 745  | 696  | 651  | 580  | 561  | 547  |
|               | 2001 | 2004 | 2006 | 2009 | 2011 | 2014 | 2016 | 2019 | 2021 | 2024 |